# Lira cretese
La lira cretese (in neogreco κρητική λύρα) è uno strumento ad arco piriforme con tre corde, che occupa un posto centrale nella musica tradizionale di Creta e di altre isole dell'Egeo e del Dodecanneso. È considerata la più diffusa e utilizzata forma odierna della lira bizantina medievale.

## Modo di suonare
La lira è tenuta verticalmente sul ginocchio del suonatore. Le corde sono messe in vibrazione attraverso lo sfregamento di un arco, mentre le note sono variate tastando le corde lateralmente con le unghie, invece che pigiandole da sopra con i polpastrelli contro la tastiera come nel violino. Nel modello tradizionale (lyraki) la corda centrale non è normalmente tastata ed è usata come bordone, mentre la melodia è suonata sulle altre due corde. Nel modello più moderno non c'è una corda dedicata al bordone e tutte e tre possono essere tastate e utilizzate per la melodia.

## Origini
La lira cretese deriva dalla lira bizantina. Nel IX secolo il geografo persiano Ibn Khordadhbeh, nella sua discussione lessicografica sugli strumenti, cita la lira come uno strumento tipico dei bizantini insieme all'urghun (tipo di organo), allo shilyani (probabilmente un tipo di arpa) e al salandj (probabilmente un tipo di cornamusa).
La lira bizantina si diffuse ampiamente in Europa e, insieme al rebab arabo, dette origine a molti strumenti ad arco europei; un notevole esempio è l'italiana lira da braccio, uno strumento del XV secolo considerato l'antenato del violino moderno. Varianti della lira bizantina continuano tuttora ad essere utilizzate in diverse regioni un tempo facenti parte dell'impero bizantino. Alcuni esempi sono la gadulka in Bulgaria, la lira calabrese, la politiki lyra (Greco: πολίτικη λύρα, turco: Klasik kemençe o Armudî kemençe) in Grecia e Turchia, la lijerica in Dalmazia e vari altri.
Riguardo all'introduzione degli strumenti ad arco a Creta, ci sono quattro scuole di pensiero:
1. la lira bizantina fu introdotta dopo il 961 d.C., quando l'impero bizantino, con un intervento militare guidato da Niceforo Foca, riconquistò l'isola dopo l'occupazione araba. A quel tempo, famiglie aristocratiche di Costantinopoli furono inviate a Creta e questo introdusse molte tradizioni bizantine da Costantinopoli;
2. la lira fu introdotta probabilmente nel XII secolo dalle isole del Dodecanneso e iniziò a diffondersi a Creta a partire da Sitia che, situata all'estremità orientale di Creta, era vicina alle isole di Kasos e Karpathos;
3. la lira è stata gradualmente introdotta nella tradizione di Creta come elemento popolare della tradizione musicale bizantina, in modo analogo a come è stata introdotta in altre regioni (ad esempio la lira calabrese in Italia o la gadulka in Bulgaria);
4. secondo la tradizione locale la lira si è evoluta a Creta prima del 961 d.C. e, dopo la riconquista bizantina da parte di Niceforo Foca, è stata adottata anche a Costantinopoli a da lì si è diffusa nel resto dell'impero.

## Tipologie
Ci sono tre principali tipi di lira cretese:
- lyraki (in neogreco λυράκι), un piccolo modello di lira, molto simile alla lira bizantina, usato per l'accompagnamento delle danze cretesi;[2]
- vrontolyra (in neogreco βροντόλυρα), caratterizzata da un suono molto profondo, ideale per accompagnare le canzoni;
- lyra comune (in neogreco λύρα κοινή), la più comune oggi sull'isola, è il risultato di una combinazione della lyraki e del violino.

Nel corso del tempo il violino ha esercitato un'influenza significativa sulla lira sia dal punto di vista organologico che musicale, generando cambiamenti che hanno portato alla trasformazione dalla lyraki alla lira moderna. Questi cambiamenti coinvolgono repertorio, accordatura, elementi morfologici, linguaggio musicale, e pratica esecutiva. Nel 1920 fu ideata la viololyra, nel tentativo dei liutai locali di conferire alla lira il suono e le capacità tecniche del violino. Venti anni dopo una nuova combinazione di lyraki e violino dette origine a quella che oggi è la lira comune. Altre tipologie includono la lira a quattro corde.
Nel 1990, Ross Daly ha progettato un nuovo tipo di lira cretese includendo elementi della lyraki, della lira bizantina e del sarangi indiano. Questa lira ha tre corde di lunghezza 29 cm (la stessa della lira cretese standard) suonate dall'esecutore e 18 corde simpatiche, il cui numero è poi stato portato a 22.

## Costruzione
La lira ha un corpo piriforme. La cassa armonica e il manico sono scolpiti in un unico blocco di legno stagionato, generalmente di noce, gelso, acero o ciliegio.
Sulla cassa è incollata la tavola armonica, su cui sono presenti due fori di risonanza semicircolari, in mezzo ai quali poi viene posto il ponticello.
La tavola armonica è intagliata con una curvatura meno marcata rispetto alla cassa ed è fatta con legni teneri a fibra dritta, solitamente cedro o altre conifere, ma anche pioppo. Tradizionalmente il legno per la tavola armonica, dovendo essere molto stagionato, veniva recuperato da travi di vecchi edifici. In passato le corde erano fatte in budello e l'arco con crini di cavallo. A volte, in passato, sul legno dell'arco, per fornire un accompagnamento ritmico alla melodia, era posta una serie di sognagli sferici detti gerakokoudouna, alla lettera campanelli-falco, perché si credeva che fossero gli stessi che venivano legati sui falchi addestrati per la caccia.. Oggi, per lo più, la lira viene suonata con archi da violino.

## Accordatura
Il modello tradizionale (lyraki) è accordato sullo schema 5-1-4, cioè la corda centrale è la più grave e le altre sono una quarta e una quinta sopra di essa. Il musicista suona la melodia sulla prima e la terza corda, usando la seconda come bordone, analogamente alla lira bizantina del 1190 ritrovata negli scavi di Novgorod.
Il modello moderno è accordato per quinte, non ha corde dedicate al bordone e tutte e tre possono essere tastate e usate per la melodia.

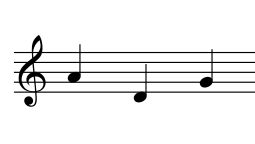
Accordatutura del modelo tradizionale (lyraki)
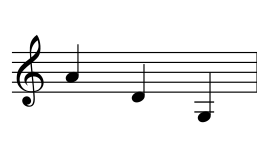
Accordatura del modello moderno

## Utilizzo
La lira cretese è ampiamente utilizzata a Creta e su diverse isole del Dodecanneso e dell'Egeo.

## Artisti
Interpreti famosi sono Andreas Rodinos, Thanasis Skordalos, Kostas Mountadis, Kareklas, Nikos Xilouris, Zacharia Melesanakis, Leonidas Klados, Ross Daly, Kelly Thoma, Zacharias Spyridakis, Paris Perysinakis, Dimitris Vakakis, Stelios Petrakis, Vassilis Skoulas, Antonis Xylouris (Psarantonis). A Rodi è conosciuto Yiannis Kladakis, che fa rivivere questo tipo di lira sull'isola. Georgia Dagaki è conosciuta per suonare la lira cretese nei concerti del cantante rock Eric Burdon

## Galleria d'immagini

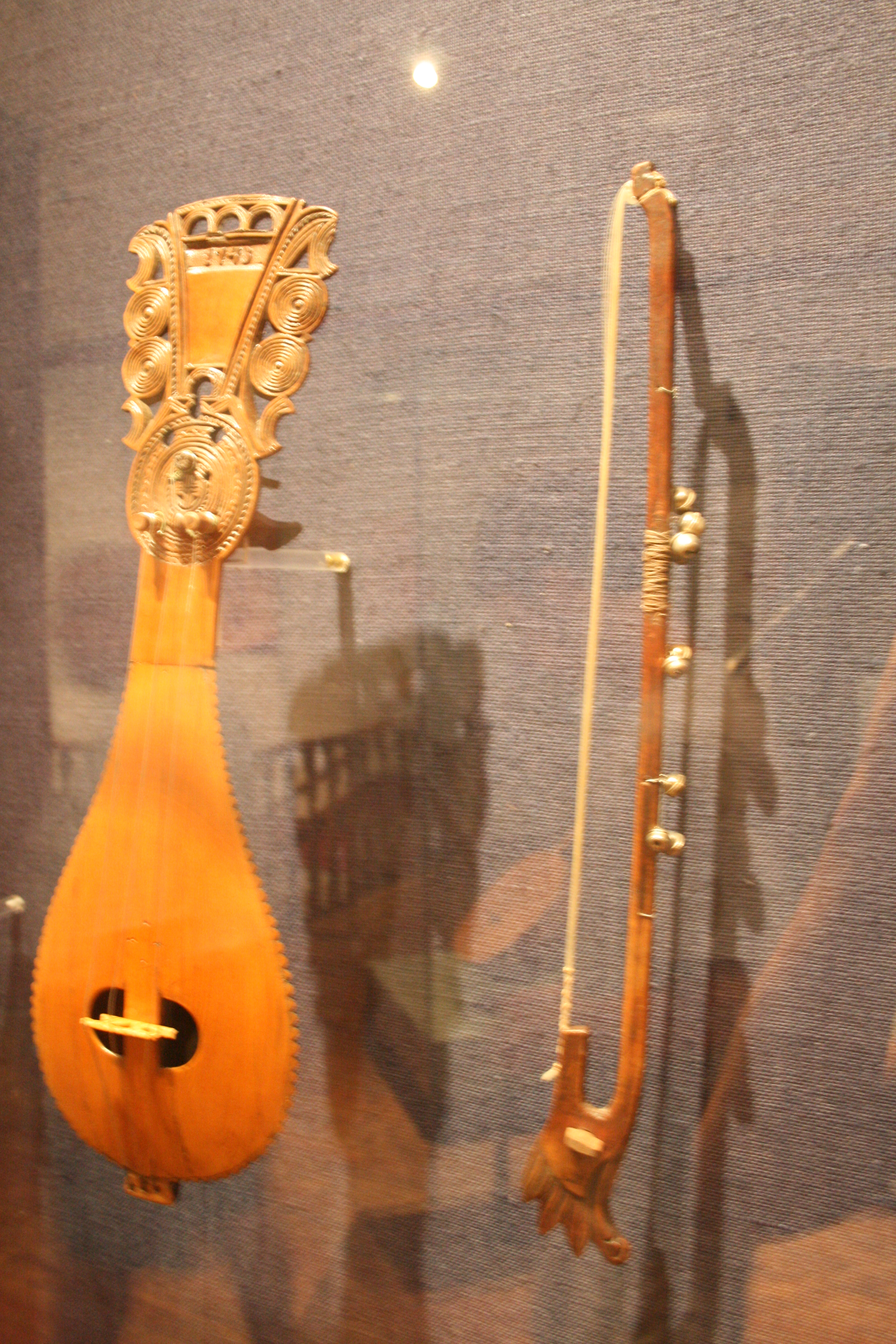
Lira cretese - modello tradizionale (lyraki).
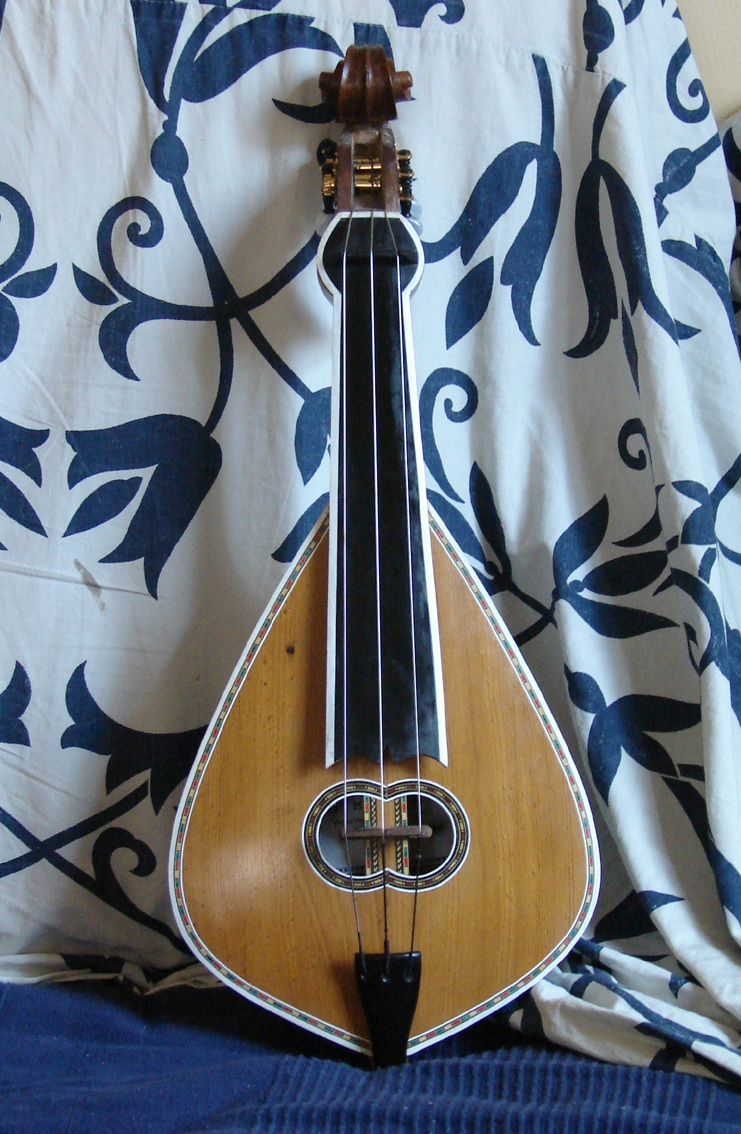
Lira cretese - Modello comune dopo il 1940.
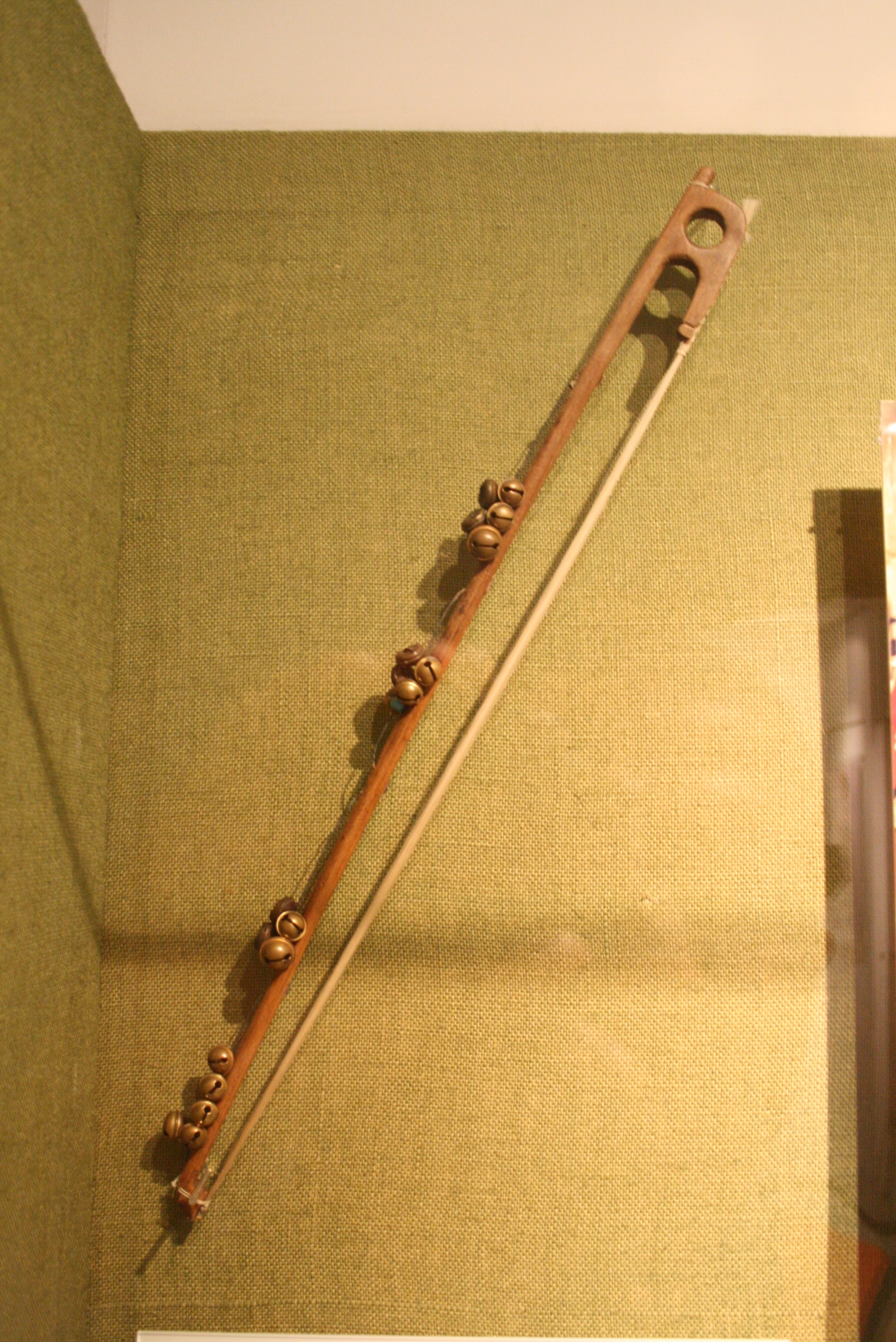
Arco con sonagli sferici (gerakokoudouna).
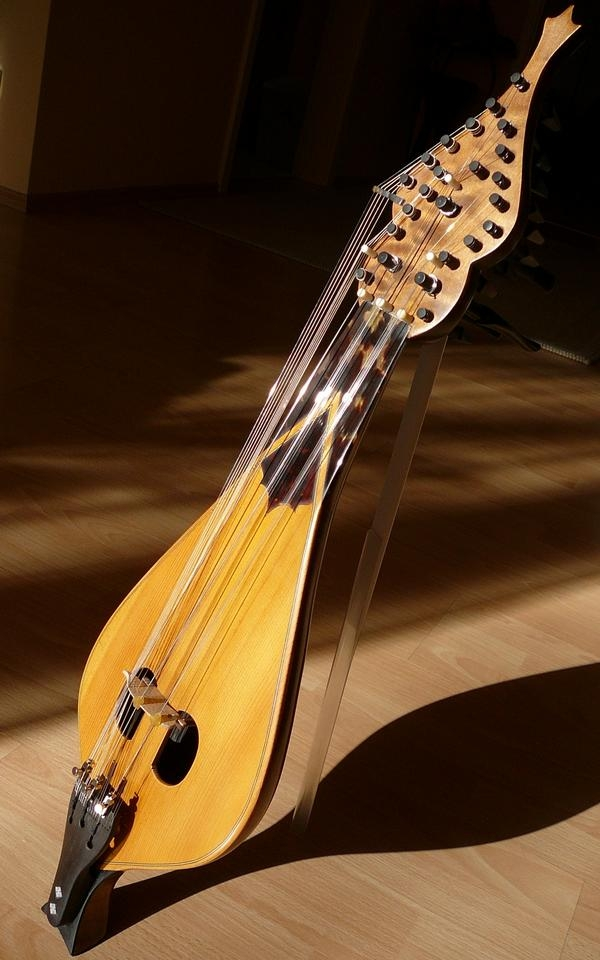
Lira cretese con corde simpatiche, progettata da Ross Daly.
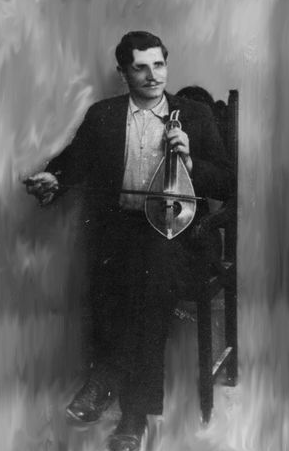
Kareklas (1893-1980).
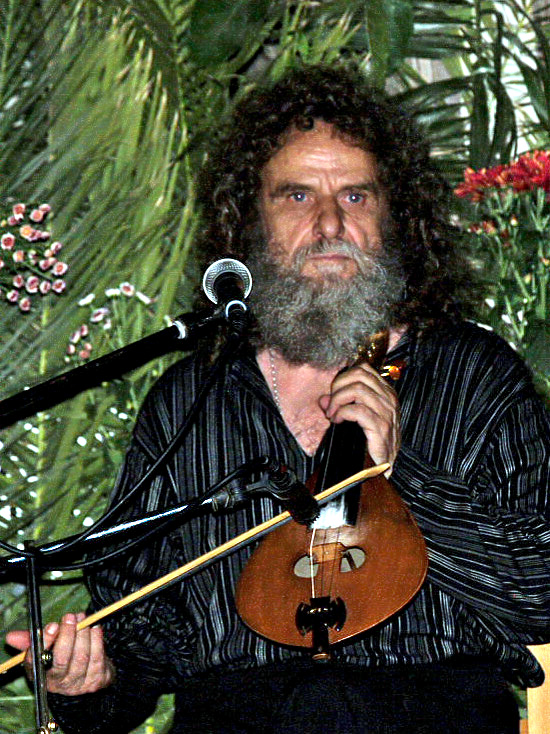
Psarantonis (1939-).